# Diocesi di Puno
La diocesi di Puno (in latino Dioecesis Puniensis) è una sede della Chiesa cattolica in Perù suffraganea dell'arcidiocesi di Arequipa. Nel 2021 contava 641.325 battezzati su 736.802 abitanti. È retta dal vescovo Jorge Pedro Carrión Pavlich.

## Territorio
La diocesi comprende le province di Azángaro, Lampa, San Román e la provincia di Puno (eccetto i distretti di Acora, Chucuito, Platería e Pichacani che appartengono alla prelatura territoriale di Juli) nella regione peruviana Puno.
Sede vescovile è la città di Puno, dove si trova la cattedrale dell'Immacolata Concezione.
Il territorio è suddiviso in 43 parrocchie.

## Storia
La diocesi è stata eretta il 7 ottobre 1861 con la bolla In procuranda universalis Ecclesiae di papa Pio IX, ricavandone il territorio dalla diocesi di Cusco (oggi arcidiocesi) e dall'arcidiocesi di La Paz.
Il 3 agosto 1957 ha ceduto una porzione del suo territorio a vantaggio dell'erezione della prelatura territoriale di Juli.

## Cronotassi dei vescovi
Si omettono i periodi di sede vacante non superiori ai 2 anni o non storicamente accertati.
- Mariano Chacón y Becerra † (17 giugno 1861 - 13 aprile 1863 dimesso)
- Juan María Ambrosio Huerta Galván † (2 novembre 1864 - 23 giugno 1875 dimesso)
- Pedro José Chávez Ponce † (25 luglio 1875 - 11 marzo 1879 deceduto)
- Juan Capistrano Estévanes y Seminario, O.F.M. † (23 marzo 1880 - 1º ottobre 1880 deceduto)
  - Sede vacante (1880-1889)
- Ismael Puyrredón † (14 febbraio 1889 - 28 agosto 1908 dimesso[1])
- Valentín Ampuero, C.M. † (16 marzo 1909 - 2 dicembre 1914 deceduto)
  - Sede vacante (1914-1923)
- Fidel María Cosió y Medina † (7 gennaio 1923 - 14 maggio 1933 deceduto)
- Salvador Herrera y Pinto, O.F.M. † (21 dicembre 1933 - 5 aprile 1948 dimesso[2])
- Alberto María Dettmann y Aragón, O.P. † (28 giugno 1948 - 6 febbraio 1959 nominato vescovo di Ica)
- Julio González Ruiz, S.D.B. † (2 marzo 1959 - 1º luglio 1972 dimesso)
- Jesús Mateo Calderón Barrueto, O.P. † (3 novembre 1972 - 14 febbraio 1998 ritirato)
  - Sede vacante (1998-2000)
- Jorge Pedro Carrión Pavlich, dal 25 marzo 2000[3]

## Statistiche
La diocesi nel 2021 su una popolazione di 736.802 persone contava 641.325 battezzati, corrispondenti all'87,0% del totale.
| anno | popolazione | popolazione | popolazione | presbiteri | presbiteri | presbiteri | presbiteri                | diaconi | religiosi | religiosi | parrocchie |
| anno | battezzati  | totale      | %           | numero     | secolari   | regolari   | battezzati per presbitero | diaconi | uomini    | donne     | parrocchie |
| ---- | ----------- | ----------- | ----------- | ---------- | ---------- | ---------- | ------------------------- | ------- | --------- | --------- | ---------- |
| 1950 | 799.000     | 800.000     | 99,9        | 48         | 30         | 18         | 16.645                    |         | 23        | 34        | 72         |
| 1966 | 297.000     | 305.000     | 97,4        | 50         | 20         | 30         | 5.940                     |         | 50        | 51        | 13         |
| 1968 | 310.000     | 319.280     | 97,1        | 49         | 14         | 35         | 6.326                     | 2       | 49        | 48        | 17         |
| 1976 | 343.000     | 458.000     | 74,9        | 54         | 36         | 18         | 6.351                     |         | 23        | 31        | 32         |
| 1980 | 362.000     | 473.000     | 76,5        | 27         | 24         | 3          | 13.407                    |         | 8         | 74        | 41         |
| 1987 | 537.000     | 631.000     | 85,1        | 38         | 23         | 15         | 14.131                    |         | 19        | 52        | 42         |
| 1999 | 696.000     | 801.000     | 86,9        | 37         | 24         | 13         | 18.810                    |         | 15        | 35        | 44         |
| 2000 | 487.844     | 560.749     | 87,0        | 37         | 23         | 14         | 13.184                    |         | 17        | 36        | 43         |
| 2001 | 487.844     | 560.749     | 87,0        | 35         | 23         | 12         | 13.938                    |         | 18        | 53        | 43         |
| 2002 | 515.182     | 606.096     | 85,0        | 35         | 24         | 11         | 14.719                    |         | 17        | 39        | 26         |
| 2003 | 515.181     | 606.096     | 85,0        | 33         | 22         | 11         | 15.611                    |         | 17        | 42        | 29         |
| 2004 | 515.182     | 606.096     | 85,0        | 32         | 22         | 10         | 16.099                    |         | 14        | 41        | 44         |
| 2013 | 573.000     | 676.000     | 84,8        | 52         | 37         | 15         | 11.019                    |         | 19        | 35        | 48         |
| 2016 | 627.740     | 713.342     | 88,0        | 50         | 34         | 16         | 12.554                    |         | 19        | 33        | 49         |
| 2019 | 644.500     | 732.000     | 88,0        | 47         | 31         | 16         | 13.712                    |         | 18        | 23        | 43         |
| 2021 | 641.325     | 736.802     | 87,0        | 53         | 36         | 17         | 12.100                    |         | 19        | 35        | 43         |